# Anyphops whiteae
Anyphops whiteae là một loài nhện trong họ Selenopidae.
Loài này thuộc chi Anyphops. Anyphops whiteae được Mary Agard Pocock miêu tả năm 1902.